# Giovanni Ceffis
Giovanni Ceffis (... – 14 luglio 1688) è stato un pittore italiano attivo a Verona nella seconda metà del XVII secolo.
Nulla si sa della sua formazione. Degna di nota la sua tavola collocata sull'altare di Santa Rosa da Lima nella basilica di Sant'Anastasia a Verona raffigurante Santa Rosa ai piedi della Beata Vergine con il Bambino in gloria tra i santi Pietro e Paolo e, più in sotto, San Tommaso d'Aquino e San Domenico con altri santi. Altre sue opere sono andate perse, mentre Giovanni Battista Lanceni gli attribuisce una tavola raffigurante il Divino Redentore a San Giovanni Lupatoto, un San Domenico e San Carlo con la Beata Vergine a San Giorgio di Cazzano di Tramigna, una Madonna in Gloria per la chiesa di san Bartolomeo a Illasi, mentre nella parrocchiale di Scardevara, frazione di Ronco all'Adige, vi è una Beata Vergine e il Divino Infante. Fu tumulato nella chiesa di San Bernardino.